# Dušan Šimánek
Dušan Šimánek (* 9. března 1948, Příbram) je absolvent pražské FAMU, žák profesora Jána Šmoka, umělecký fotograf, fotograf oděvní tvorby, pedagog, rozhodující osobnost a organizátor českého uměleckého disentu, spolupracovník historičky umění Anny Fárové.

## Životopis
V polovině šedesátých let Šimánek vystudoval Střední uměleckoprůmyslovou školu v Praze (Vyšší škola uměleckoprůmyslová) a v roce 1978 dokončil studium na Akademii múzických umění Praha (Filmová fakulta, umělecká fotografie).
Po roce 1968 pomáhal různým redakcím, které se přesouvaly do ilegality, a spolupracoval se skupinou výtvarníků kolem Galerie Platýz, kteří organizovali hudební, divadelní a výtvarné akce. Na FAMU jej učila mimo jiné historička a teoretička fotografie Anna Fárová, se kterou dál spolupracoval i poté, co odešla ze školy a podepsala Chartu 77. Pomáhal jí například zpracovat fotografickou pozůstalost Josefa Sudka.
V roce 1981 se v klášteře Plasy pomáhal uspořádat legendární výstavu 9×9, jejíž kurátorkou byla Anna Fárová. Kromě něj na ní vystavovalo celkem 18 autorů a autorek, např. Jindřich Štreit, Iren Stehli, Joska Skalník, Bořivoj Hořínek, Jan Malý, Libuše Jarcovjáková, Jiří Poláček nebo Pavel Štecha. Mezi návštěvníky vernisáže byly zahraniční fotografické celebrity Marc Riboud, Henri Cartier-Bresson, Martine Francková či kurátorka Sue Davisová.
Díky zahraničním kontaktům Anny Fárové se Šimánek spolu s Jiřím Poláčkem stali v roce 1986 asistenty amerického fotografa Irvinga Penna při fotografování sbírky zvířecích lebek z Národního muzea v Praze. Společně zajišťovali vyvolání černobílých filmů 8x10 palců, Poláček vyjednával akci s muzeem a zajišťoval chod celé akce. První velkou výstavu souboru přezvětšených zvířecích lebek Penn uspořádal v New Yorku v letech 1988–1989 pod názvem Cranium architecture.
V 70. letech se Šimánek stal vyhledávaným módním a reklamním fotografem. Oděvní tvorbu pravidelně fotografoval zejména pro časopis Mladý svět. Reklamní fotografii se intenzivně věnoval až do konce 90. let.    
Od nultých let se věnuje převážně volné fotografii. V letech 2006–2011 kurátorsky spolupracoval s Langhans Galerií Praha. Připravil pro ni například kolektivní výstavu Mimo zónu (2009) a výstavu věnovanou historii fotografického Ateliéru Langhans (2010). Od roku 2011 spolupracuje s archivem Nadace Langhans Praha na odborném skenování dochovaných historických negativů ateliéru.

## Tvorba
Volná tvorba Dušana Šimánka se zabývá dvěma základními problémy. Pvní z nich je reflexe "slohu naší doby", předmětů a prostředí všedního života, o nichž lze uvažovat jako příznacích společenského vkusu a estetických preferencí. Druhým Šimánkovým zájme je hledání hranice, kdy fotografický záznam vyznívá jako abstraktní obraz.

### Sloh naší doby
Na "sloh naší doby" se Šimánek poprvé zaměřil v 2. polovině 70. let ve fotografiích shrnutých v cyklu černobílých fotografií Sloh (1975–1976). Později se k tématu vracel soubory Kulisy, na kterém postupně pracuje od roku 1982, Multiply (2005–2023), Herbář (2014–2018) a Maska (2021). Zatímco v Kulisách se zaměřil na fasády domů a výlohy obchodů, v Multiplech se zabýval kýčovitými florálními tisky na plastových ubrusech. Maska je jakýmsi přísně dokumentárním katalogem roušek, které v průběhu pandemie covidu-19 nalezl odhozené na ulicích Prahy.    
V cyklu Herbář fotografoval umělé květiny v pražské tržnici Sapa. Umělé květiny z asijských tržnic představují prazáklad zcela nové civilizace, tyto „nové květiny“, které nás paradoxně přežijí, přitom mají sloužit jako symbol naší svázanosti s přírodou a obdivu vůči ní. Jsou tak nejen náhražkou skutečných květin, ale i našeho vztahu k Zemi a jejím dějinám, tedy symbolem naší civilizační odtrženosti. Fotograf v něm volně citoval raně moderní snímky Karla Blossfeldta, jeho „praformy“ se o století později vracejí přes továrny na plastové výrobky. Nová, umělá příroda se ukazuje jako stavebnice, která postrádá původní funkci a zůstává pouhým trojrozměrným dekorem. Je-li fotografie umělým obrazem, jsou i květiny vlastně trojrozměrnou reprodukcí skutečné přírody. Cyklus otevřel otázky nejen o současné ekologii, ale i o povaze obrazu, skutečnosti a jejich budoucnosti.

### Ticho a abstraktní fotografie
V letech 1979–1983 Šimánek vytvořil klíčový fotografický cyklus Ticho, v němž fotografoval zdi opuštěných bytů asanovaného Žižkova. Poprvé ho představil roku 1980 v rámci cyklu samostatných výstav, které na přelomu desetiletí ve foyer Činoherního klubu v Praze pořádala Anna Fárová. K tématu souboru se s odstupem let dvakrát vrátil, když v letech 2019 a 2024 prezentoval dva další soubory pod stejným názvem.  Společně se souborem Okna (2004–2007) zastupují všechna tři Ticha Šimánkovo směřování k abstraktním fotografiím. Konkrétní předlohy v nich ustupují do pozadí a prostor je v maximální míře převeden do plochy. Působivost fotografií má co nejvíce stát na vnímání tvarových a barevných vztahů. 

### Fotografie a další výtvarné disciplíny
Pro Šimánka je důležitý vztah fotografie a dalších výtvarných disciplín. Jeho abstrakce jsou fotografickými paralelami k malířství. Také v souborech Herbář a Multiply mají vyniknout výtvarmé kvality obrazu a podobnost fotografie s popisnými kresbami v atlasech rostlin a s pop-artovými grafikami.   

## Samostatné výstavy (výběr)
- 1979 Činoherní klub, Praha
- 1980 Činoherní klub, Praha
- 1982 Mladá móda. Galéria F, Banská Bystrica
- 1988 Fotochema, Praha (společně s Jiřím Poláčkem)
- 1993 Ticho. Dům umění města Brna / Nová síň, Praha
- 1993 Galerie Brigitte Weiss, Curych
- 2001 Z cyklu Ticho. Galerie 9, Klokočná (společně s Iren Stehli)
- 2002 Ticho, Malá výstavní síň, Liberec
- 2010 Muzeum umění a designu, Benešov
- 2019 Herbář. Fotograf Gallery, Praha, 2019[14]
- 2019 Ticho II. Ateliér Josefa Sudka[12]
- 2021 Maska. Ateliér Josefa Sudka[15]
- 2024 Ticho III. Ateliér Josefa Sudka [13]

## Zastoupení ve sbírkách
Podle zdroje:
- Centre Pompidou, Paříž
- JCA, Tokio
- Moravská galerie v Brně
- Muzeum umění a designu Benešov
- Polaroid, Cambridge, Massachusetts, USA
- Uměleckoprůmyslové museum v Praze

## Galerie

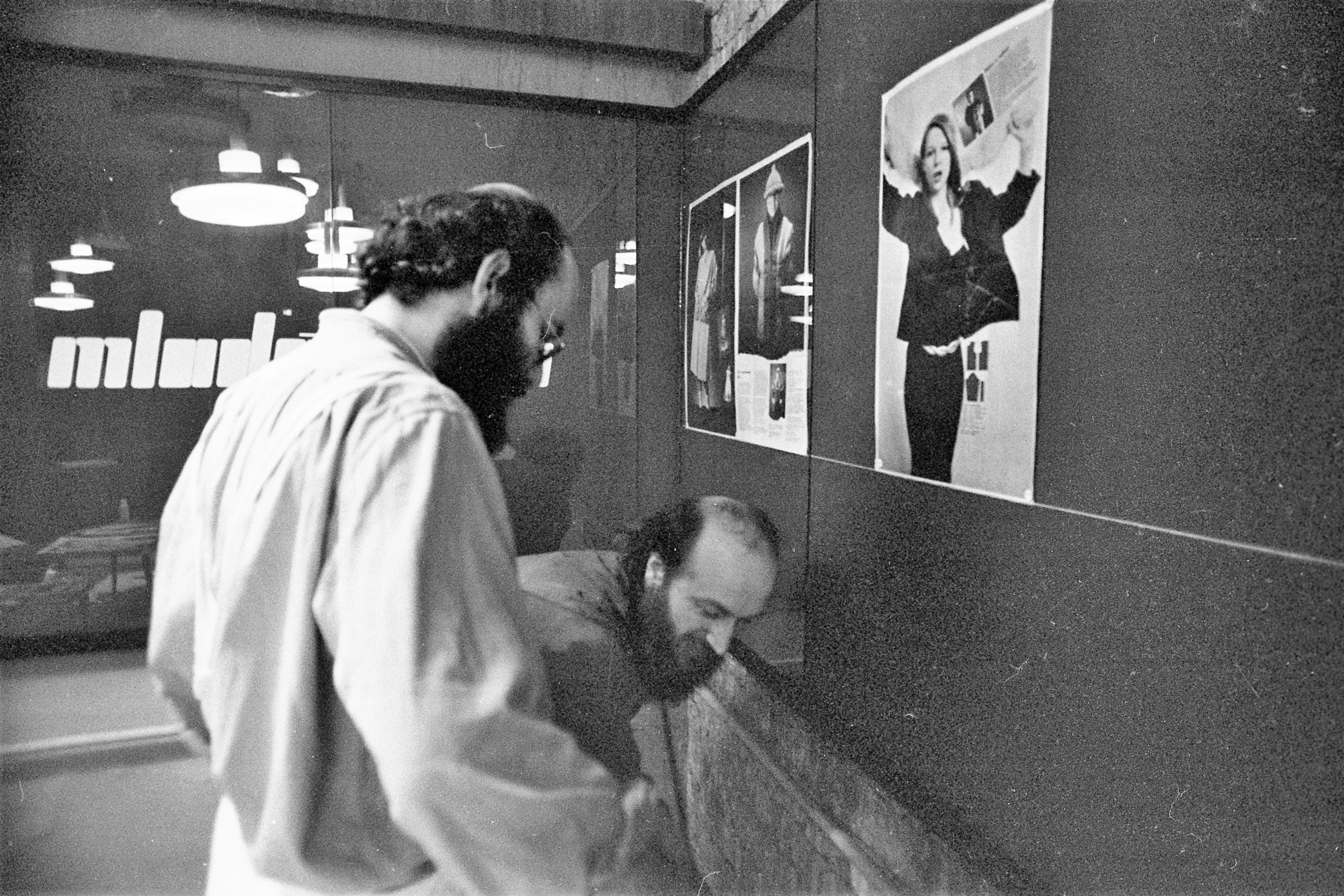
Výstava grafických dvojstran módní fotografie Dušana Šimánka,1982, Galerie F, Banská Bystrica
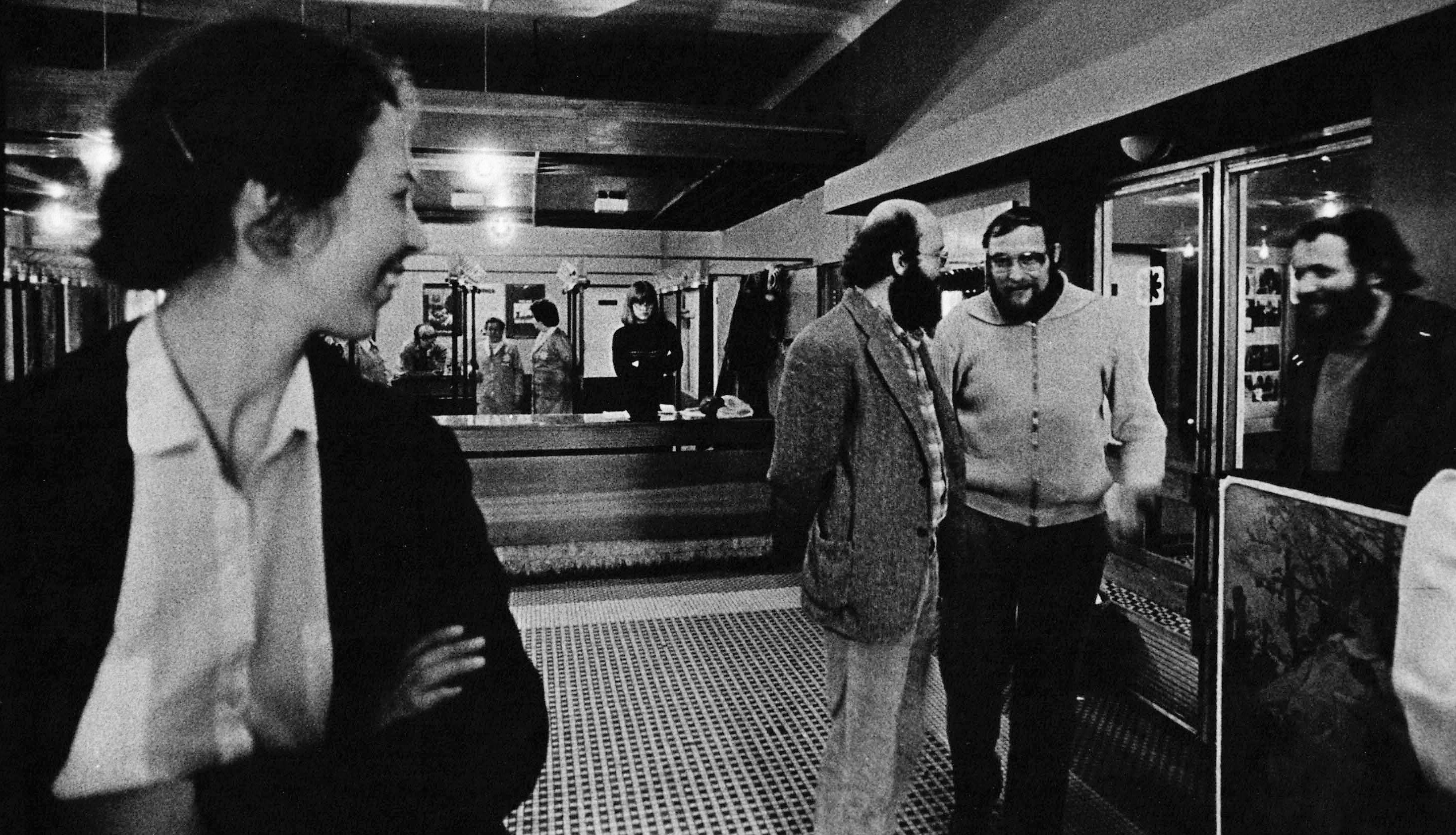
Anna Fassatiová, spoluzakladatelka GF, Dušan Šimánek a Aleš Vincík, garant filmového programu v Galerii F v Banské Bystrici
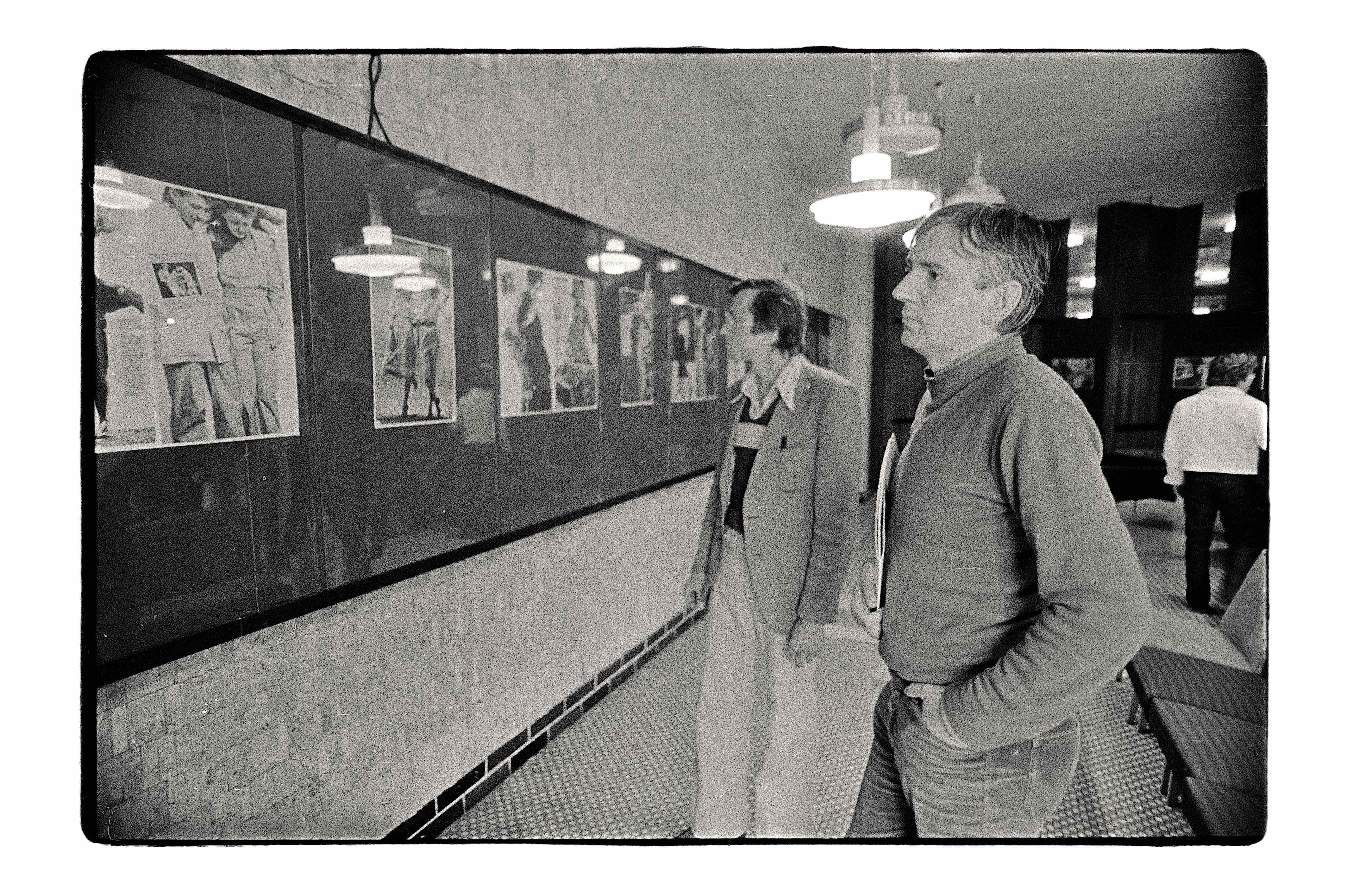
Výstava grafických dvojstran módní fotografie Dušana Šimánka, 1982, Galerie F, Bánská Bystrica
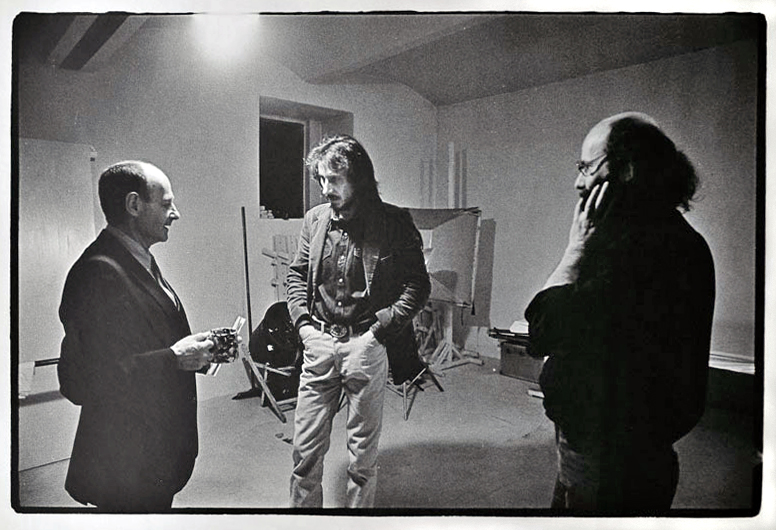
Irving Penn, Jiří Poláček a Dušan Šimánek, 1986, Praha